# Route nationale 533
Pour les articles homonymes, voir Route 533.
La route nationale 533 ou RN 533 était jusqu'en 2006 une route nationale française reliant la RN 86 à la RN 532, dans la commune de Guilherand-Granges. Il s'agit de l'ancienne RN 533A. Elle a été transférée au département de l'Ardèche. Elle est ainsi devenue RD 533.
Avant la réforme de 1972, la RN 533 reliait Saint-Agrève à Valence. Elle a été déclassée en RD 533, à l'exception du tronçon de Saint-Péray à Valence qui a été renommé RN 532.

## Ancien tracé de Saint-Agrève à Valence
- Saint-Agrève
- Désaignes
- Lamastre
- Saint-Barthélemy-Grozon
- Alboussière
- Saint-Péray
- Valence